# Потлођени-Деал (Дамбовица)
Потлођени-Деал (рум. Potlogeni-Deal) насеље је у Румунији у округу Дамбовица у општини Петрешти. Oпштина се налази на надморској висини од 198 m.

## Становништво
Према подацима из 2002. године у насељу је живело 198 становника, од којих су сви румунске националности.